# 최윤홍 (1969년)
최윤홍(崔閏洪, 1969년 1월 12일, 경상남도 진주시 ~ )는 대한민국의 교육인이다.

## 학력
- 진주중안국민학교 졸업
- 진주중앙중학교 졸업
- 송계고등학교 졸업
- 한국방송통신대학교 행정학 학사
- 고려대학교 교육대학원 교육학 석사

## 경력
- 9급 공개경쟁채용시험 합격(경상남도교육청)
- 교육부 학교정책과 과장
- 교육부 운영지원과 과장
- 순천대학교 사무국장
- 부경대학교 사무국장
- 부산대학교 사무국장
- 2022.10 ~ 2025.02 제33대 부산광역시교육청 부교육감
- 2024.12 ~ 2025.02 부산광역시교육감 권한대행

## 병역
- 1989.12.13 ~ 1992.04.23 대한민국 육군 제3포병여단 병장 만기전역

## 역대 선거 결과
| 실시년도 | 선거       | 대수 | 직책   | 선거구     | 정당   | 득표수   | 득표율         | 순위 | 당락 | 비고     |
| -------- | ---------- | ---- | ------ | ---------- | ------ | -------- | -------------- | ---- | ---- | -------- |
| 2025년   | 4·2 재보선 | 23대 | 교육감 | 부산광역시 | 무소속 | 56,464표 | \| \| 8.66% \| | 3위  | 낙선 | 민선 8기 |
|          | 8.66%      |      |        |            |        |          |                |      |      |          |